# 漆咸道軍營

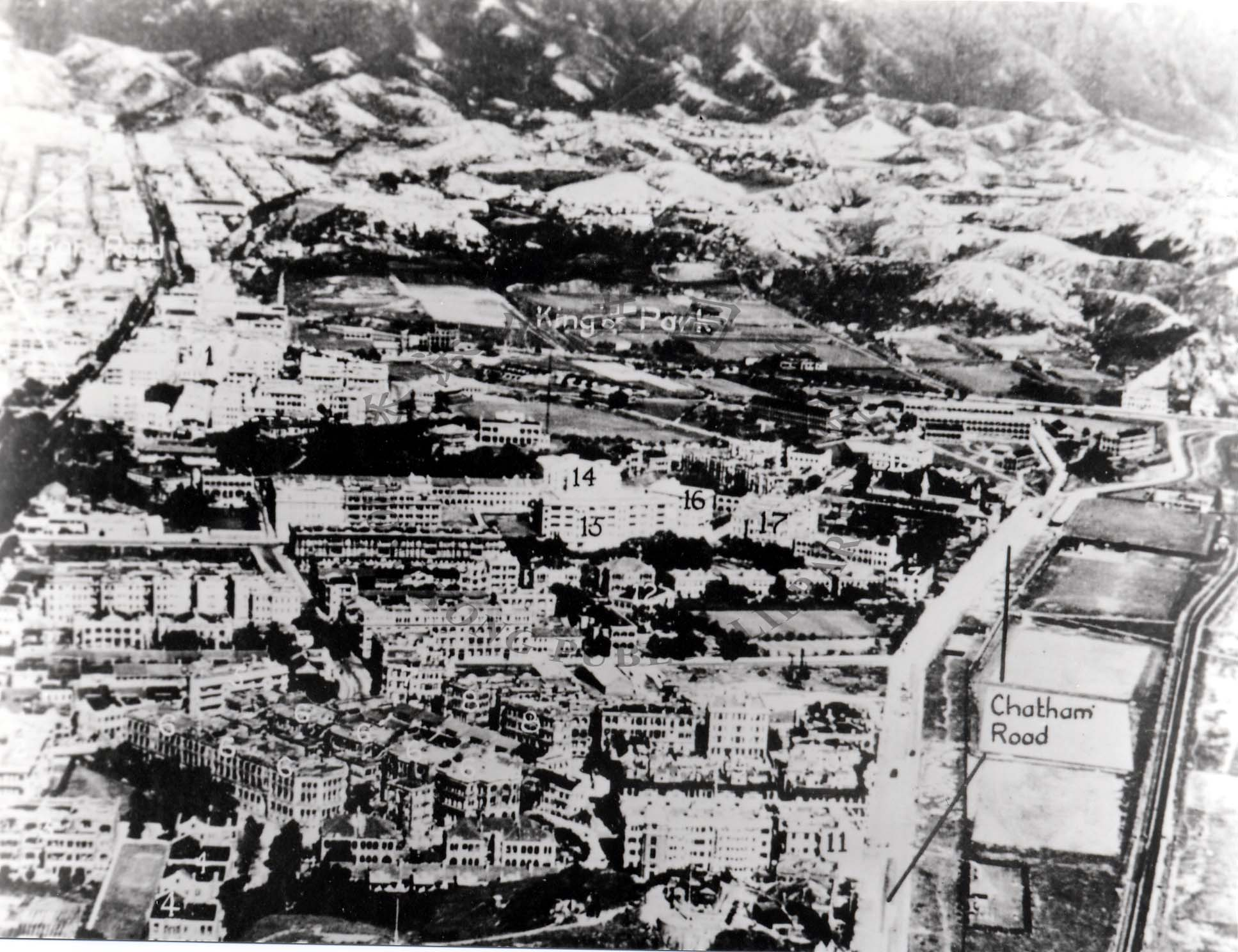
1930年代的尖沙咀，右方空地為軍營位置

漆咸道軍營（英文：Chatham Road Camp），簡稱漆咸營，是香港昔日一個駐港英軍軍營，位於九龍尖沙咀東漆咸道南，現址大約為香港歷史博物館一帶。

## 歷史
漆咸道軍營為一小規模的營房，當時的位置為紅磡灣西岸海邊，旁邊為九廣鐵路的火車軌。軍營曾於1961年作為霍亂病人的隔離營，為期約一個月。其後在1973年劃為監獄署的漆咸道中心，作為收押少年犯人之用，直到1978年。:17隨著1970年代中政府將紅磡灣填海開僻尖沙咀東新發展區，軍營於1978年交回政府。漆咸道軍營停用後，原址最初規劃為香港科學館休憩公園，於1990年落成，後來政府決定將香港歷史博物館新館建於此地，博物館於1998年落成。